# بلو هانت
بلو هانت (بالإنجليزية: Blu Hunt)‏ هي ممثلة أمريكية ولدت 11 يوليو 1995 في مدينة ساكرامنتو، هي تنتمي للأمريكيون الأصليون وتنحدر من قبيلة لاكوتا.

## وصلات خارجية
- بلو هانت على موقع IMDb (الإنجليزية)
- بلو هانت على موقع روتن توميتوز (الإنجليزية)
- بلو هانت على موقع قاعدة بيانات الفيلم (الإنجليزية)